# Lechucero
El servicio Lechucero es un servicio Expreso adicional que forma parte del Metropolitano en Lima. Se lo puede reconocer por el color gris y el logo de una "L" en los buses troncales.
Fue presentada e inaugurada el 22 de julio del 2022 por la ATU, a fin de reducir la alta demanda que presentaba el Metropolitano por las noches. Con el tiempo sus paradas fueron aumentando, ya que pasó de tener solo 6 a 12 estaciones en 2 años. Parte desde el terminal Naranjal hasta el terminal Matellini, siendo el único servicio troncal que va de extremo a extremo, con un intervalo de 15 minutos en llegar los buses.

## Horarios
| Horario de operación | Horario de operación | Horario de operación |
| LECHUCERO            | Hacia el Sur         | Hacia el Norte       |
| -------------------- | -------------------- | -------------------- |
| Viernes y Sábados    | 23:30 a 04:00        | 23:30 a 04:00        |

## Estaciones
A continuación, todas las estaciones del Lechucero, el transbordo no es posible con otros expresos o regulares debido a que el servicio solo opera de noche y los demás servicios en las mañanas o tardes.
| N.º                        | Estacion                                     |
| -------------------------- | -------------------------------------------- |
| 1                          | Terminal Naranjal (Cualquier Embarque Norte) |
| 2                          | Izaguirre                                    |
| 3                          | Tomás Valle                                  |
| 4                          | Universidad de ingeniería (UNI)              |
| RAMAL EMANCIPACIÓN - LAMPA |                                              |
| 5                          | Ramon Castilla                               |
| 6                          | Jirón de la Unión (Lado sur)                 |
| RAMAL SUR                  |                                              |
| 7                          | Canadá                                       |
| 8                          | Angamos                                      |
| 9                          | Ricardo Palma                                |
| 10                         | Balta                                        |
| 11                         | Bulevar                                      |
| 12                         | Terminal Matellini (Cualquier Embarque Sur)  |

| N.º                        | Estacion                                      |
| -------------------------- | --------------------------------------------- |
| 1                          | Terminal Matellini (Cualquier Embarque Norte) |
| 2                          | Bulevar                                       |
| 3                          | Balta                                         |
| 4                          | Ricardo Palma                                 |
| 5                          | Angamos                                       |
| 6                          | Canadá                                        |
| RAMAL EMANCIPACIÓN - LAMPA |                                               |
| 7                          | Jirón de la Unión (Lado sur)                  |
| 8                          | Ramon Castilla                                |
| RAMAL NORTE                |                                               |
| 9                          | Universidad de ingeniería (UNI)               |
| 10                         | Tomás Valle                                   |
| 11                         | Izaguirre                                     |
| 12                         | Terminal Naranjal (Cualquier Embarque Sur)    |

Independencia
- Mercado Los Incas: Avenida Contisuyo 530
- Gasolinera Repsol: Av. Gerardo Unger 3869.
- Clínica Jesús del Norte:Av. Carlos Izaguirre 173.
- Municipalidad de Independencia: Av. María Prado de Bellido 800.
- Gran terminal terrestre Plaza Norte: Av. Tupac Amaru 6899.
- Mercado Central FEVACEL: Av. Tomás Valle 111.

San Martín de Porres - Rímac
- Hospital de la Solidaridad "UNI"
- Sede Universidad de Ingeniería: Av. Gerardo Unger 254
- Fuerte General de División Rafael Hoyos Rubio: Av. Túpac Amaru 100
- Centro comercial "Caquetá Plaza": Av. Caquetá 399.
- Galerías Caquetá: Av. Caquetá 425.
- Mercado Mayorista de Frutas "El Trébol de Caquetá": Av. Caquetá 800.

Centro de Lima (ramal de Av. Emancipación y Jr. Lampa.)
- Plaza Castilla, calle 999 av. Emancipación.

- Galería Plaza Unión, calle 87 (Pl. Ramon Castilla)
- Supermercado Metro Plaza Castilla, Jr. Huancavelica
- Farmacia Universal, calle 799 av. Emancipación.
- Centro de Emergencia para la Mujer (CEM) sede Lima, calle 226 av. Emancipación.
- Supermercado Metro Cercado de Lima, calle 245 Jr. Cusco
- Hotel Diamond Lima, calle 145 Jr. Cusco
- Protransporte Instituto Metropolitano de Lima, calle 286, Jr. Cusco
- Real Plaza Centro Cívico (Conexión directa con la Estación Central)
- (Arriba de la Estación Central) Palacio de Justicia de la Republica del Perú, av. Paseo de la República
- (Arriba de la Estación Central) Sheraton Lima Historic Center (Hotel Sheraton), calle 170 av. Paseo de la República
- Estadio Nacional de la selección peruana, av. C. José Díaz
- Centro comercial Polvos Azules, av. P. de la Republica

San Isidro
- Edificio Interbank (Limite con La Victoria), calle 197 av. Carlos Villarán
- The Westin Lima Hotel & Convention Center, calle 450 av. las Begonias 450
- Sede Ajinomoto del Perú S.A. (Limite con La Victoria), calle 2455 av. P. de la República
- Hipermercado Tottus, Saga Falabella y Ripley, entre las calles 785 y 545 de la av. las Begonias
- Supermercado Plaza Vea San Isidro, calle 3440 av. P.º de la República
- Tienda Paseo de la Republica-Entel, calle 3490 av. P.º de la República
- Secretaría General de la Comunidad Andina, calle 3895 av. P.º de la República 3895

Miraflores
- Restaurante Oriental Kuo Wha, calle 5046 av. P.º de la República 5046
- Centro Comercial Inka Plaza, calle 5031 av. Arequipa
- Tottus Express, calle 1003 av. 28 de Julio

Surquillo
- Mercado Nº 1 de Surquillo, calle 5447 av. P.º de la República

Barranco
- El Hornero Barranco, calle 6500 av. P.º de la República 6500
- Plaza de Flores, calle 115 Teodosio Parreño
- Metro Óvalo Balta, calle 174 av. República de Panamá
- Hotel Bohemia, calle 707 av. Francisco Bolognesi
- Parque Municipal de Barranco (Plaza Barranco), calle 102 av. Pedro de Osma

Chorrillos
- Villa Militar Este y Villa Militar Oeste, calle 403 av. Escuela Militar
- Comando de Educación y Doctrinal del Ejército, calle 415 av. Escuela Militar
- Circuito Militar, calle 990 av. Escuela Militar
- Hospital De La Solidaridad (Antes Sisol Salud), calle 990 av. Fernando Terán
- Escuela Técnica del Ejercito, calle 101 av. Paseo de la República
- Plaza Lima Sur, calle 355 av. Paseo de la República

### Expresos Adicionales
- Super Expreso
- Super Expreso Norte

- Autoridad de Transporte Urbano para Lima y Callao
- Sitio web del Metropolitano

1. ↑  Redacción EC (19 de julio de 2022). «Metropolitano: conoce todas las paradas que tendrá el nuevo servicio ‘lechucero’ que operará desde este viernes». El Comercio. ISSN 1605-3052. Consultado el 31 de enero de 2025.
2. ↑  Calderón, Camila (31 de octubre de 2024). «‘Lechucero’ del Metropolitano tendrá nuevas paradas desde este 1 de noviembre, anunció la ATU». infobae. Consultado el 31 de enero de 2025.

- Datos: Q131933975